# You’re Makin’ Me High
A You’re Makin’ Me High Toni Braxton amerikai énekesnő első kislemeze második, Secrets című albumáról. Ez a dal lett Braxton első listavezető száma a Billboard Hot 100 és a Hot R&B/Hip-Hop Songs slágerlistákon; előbbinél egy, utóbbinál két hétig állt az első helyen. A kislemez az Egyesült Államokban platinalemez lett. A David Morales készítette remix két hétig vezette a Hot Dance Club Play slágerlistát. Ezért a dalért kapta Braxton harmadik Grammy-díját a legjobb női R&B-előadás kategóriában (197).
A dal egy kislemezen jelent meg a Let It Flow című dallal, ami az 1995-ös Az igazira várva című film betétdala volt.

## Videóklip
A dal videóklipjében Braxton és barátai – Tisha Campbell-Martin, Erika Alexander, Vivica A. Fox – férfiak közül válogatnak, Braxton végül Bryce Wilsont választja (aki a dal egyik szerzője is egyben).

## Változatok
| CD kislemez (Európa) 1. You’re Makin’ Me High (Radio Edit) – 4:07 2. You’re Makin’ Me High (Classic Edit) – 3:35 CD maxi kislemez (Mexikó) 1. You’re Makin’ Me High (Radio Edit) – 4:07 2. You’re Makin’ Me High (Classic Mix) – 9:41 3. You’re Makin’ Me High (Groove Mix) – 4:34 CD maxi kislemez (Európa, Ausztrália) 1. You’re Makin’ Me High (Radio Edit) – 4:07 2. You’re Makin’ Me High (Album Version) – 4:26 3. You’re Makin’ Me High (Morales Classic Edit) – 3:35 4. You’re Makin’ Me High (Morales Classic Mix) – 9:41 CD maxi kislemez (Egyesült Királyság) 1. You’re Makin’ Me High (Radio Edit) – 4:07 2. Let It Flow – 4:22 3. Breathe Again – 4:17 4. Another Sad Love Song – 4:55 CD maxi kislemez (Európa) 1. You’re Makin’ Me High (Radio Edit) – 4:07 2. You’re Makin’ Me High (T’empo’s Radio Edit) – 4:05 3. You’re Makin’ Me High (Dancehall Mix) – 4:52 4. You’re Makin’ Me High (Groove Remix) – 4:34 5. You’re Makin’ Me High (T’empo’s Private Club Mix) – 8:50 6. You’re Makin’ Me High (Morales Classic Mix) – 9:41 | CD maxi kislemez (USA) 1. You’re Makin’ Me High (Album Version) – 4:26 2. You’re Makin’ Me High (Classic Mix) – 9:41 3. You’re Makin’ Me High (Dance Hall Mix) – 4:34 4. You’re Makin’ Me High (Groove Remix) – 4:34 5. Let It Flow – 4:22 12" maxi kislemez (USA; promó) 1. You’re Makin’ Me High (Classic Mix) – 9:41 2. You’re Makin’ Me High (Classic Dub) – 6:12 3. You’re Makin’ Me High (Groove Remix) – 4:34 4. You’re Makin’ Me High (Dancehall Mix) – 4:52 5. You’re Makin’ Me High (Album Version) – 4:26 6. Let It Flow – 4:22 12" maxi kislemez (Európa) 1. You’re Makin’ Me High (T’empo’s Private Club Mix) – 8:50 2. You’re Makin’ Me High (Classic Mix) – 9:41 3. You’re Makin’ Me High (Dancehall Mix) – 4:52 4. You’re Makin’ Me High (Album Version) – 4:26 5. You’re Makin’ Me High (Groove Remix) – 4:34 6. You’re Makin’ Me High (T’empo Horny Dub Mix) Kazetta (USA) 1. You’re Makin’ Me High (Radio Edit) – 4:07 2. Let It Flow (Album Version) – 4:22 3. You’re Makin’ Me High (Instrumental) 4. Let It Flow (Instrumental) |

## Helyezések
| Slágerlista (1996)                             | Legmagasabb helyezés |
| ---------------------------------------------- | -------------------- |
| USA Billboard Hot 100                          | 1                    |
| USA Billboard Hot Dance Music/Club Play        | 1                    |
| USA Billboard Hot R&B/Hip-Hop Singles & Tracks | 1                    |
| USA Billboard Hot Adult Contemporary           | 9                    |
| Brit kislemezlista                             | 7                    |